# Eliud Kipchoge
Eliud Kipchoge (Kapsisiywa, 5 de novembro de 1984) é um fundista queniano, bicampeão olímpico e campeão mundial especializado em provas de pista de longas distâncias e na maratona, e vencedor das maratonas de Londres, Chicago, Berlim, Roterdã e Tóquio. Ex-recordista mundial da maratona, é considerado o maior maratonista de todos os tempos, com apenas três derrotas nesta distância.
Em 12 de outubro de 2019, participou do evento INEOS 1:59 em Viena, Áustria, onde conseguiu ser o primeiro homem na história a percorrer os 42,195 km abaixo de duas horas, com o tempo de 1:59:40. A marca, porém, não é reconhecida oficialmente como maratona por ter sido conseguida numa corrida atípica com condições controladas em que tinha pace-makers se revezando a cada 5 km, nem reconhecida como recorde mundial.

## Carreira
Iniciando a carreira como corredor de pista e de cross-country, em 2003, aos 19 anos, venceu o Campeonato Mundial Júnior de Cross-Country, estabelecendo um novo recorde mundial para a categoria nos 5000 m e logo em seguida conquistou a medalha de ouro na mesma prova do Campeonato Mundial de Atletismo de Paris, entre os adultos, derrotando o recordista mundial dos 1500 m e futuro bicampeão olímpico Hicham El Guerrouj, do Marrocos, em cima da linha de chegada. No ano seguinte, ficou com a medalha de bronze na prova nos Jogos de Atenas 2004.
Em 2007 ele conquistou a medalha de prata no Campeonato Mundial de Osaka, no Japão, e no ano seguinte outra prata também nos 5000 m de Pequim 2008, sua segunda medalha olímpica. Depois de participações em campeonatos mundiais sem medalhas e fracassar em conseguir uma vaga na equipe queniana para Londres 2012, Kipchoge fez a transição das pistas para as ruas e para distâncias mais longas, passando a disputar meias-maratonas e maratonas. Em 2012, estreou na distância dos 21,1 km na Meia-Maratona de Lille, na França, correndo em menos de uma hora – 59:25 – e conseguindo o terceiro lugar em sua estreia nesta prova.
No início de 2013 ele venceu a Meia Maratona de Barcelona e em abril fez sua estreia na maratona, vencendo a Maratona de Hamburgo, com o tempo de 2:05:30, recorde do percurso alemão que se mantém até 2016,  mais de dois minutos na frente do segundo colocado. Em setembro do mesmo ano disputou a Maratona de Berlim, melhorando sua marca em mais de um minuto para chegar em segundo lugar com 2:04:05, então o quinto melhor tempo em maratonas, atrás do compatriota Wilson Kipsang que na mesma prova estabeleceu um novo recorde mundial para a distância.
O ano de 2014 marcou o começo do domínio absoluto  de Kipchoge nas mais importantes maratonas do mundo pelos dois anos seguintes, sempre com tempos rapidíssimos, vencendo a Maratona de Roterdã (2:05:00, com vento contra) e a Maratona de Chicago (2:04:11) neste ano, a Maratona de Londres (2:04:42) e a Maratona de Berlim (2:04:00) em 2015, com uma segunda vitória consecutiva em Londres em 2016, quando venceu a prova em 2:03:05, sua melhor marca pessoal e a então oficialmente a terceira mais rápida da história da maratona.
Consagrou-se definitivamente nos Jogos Olímpicos da Rio 2016 ao vencer a maratona com o tempo de 2:08:44.

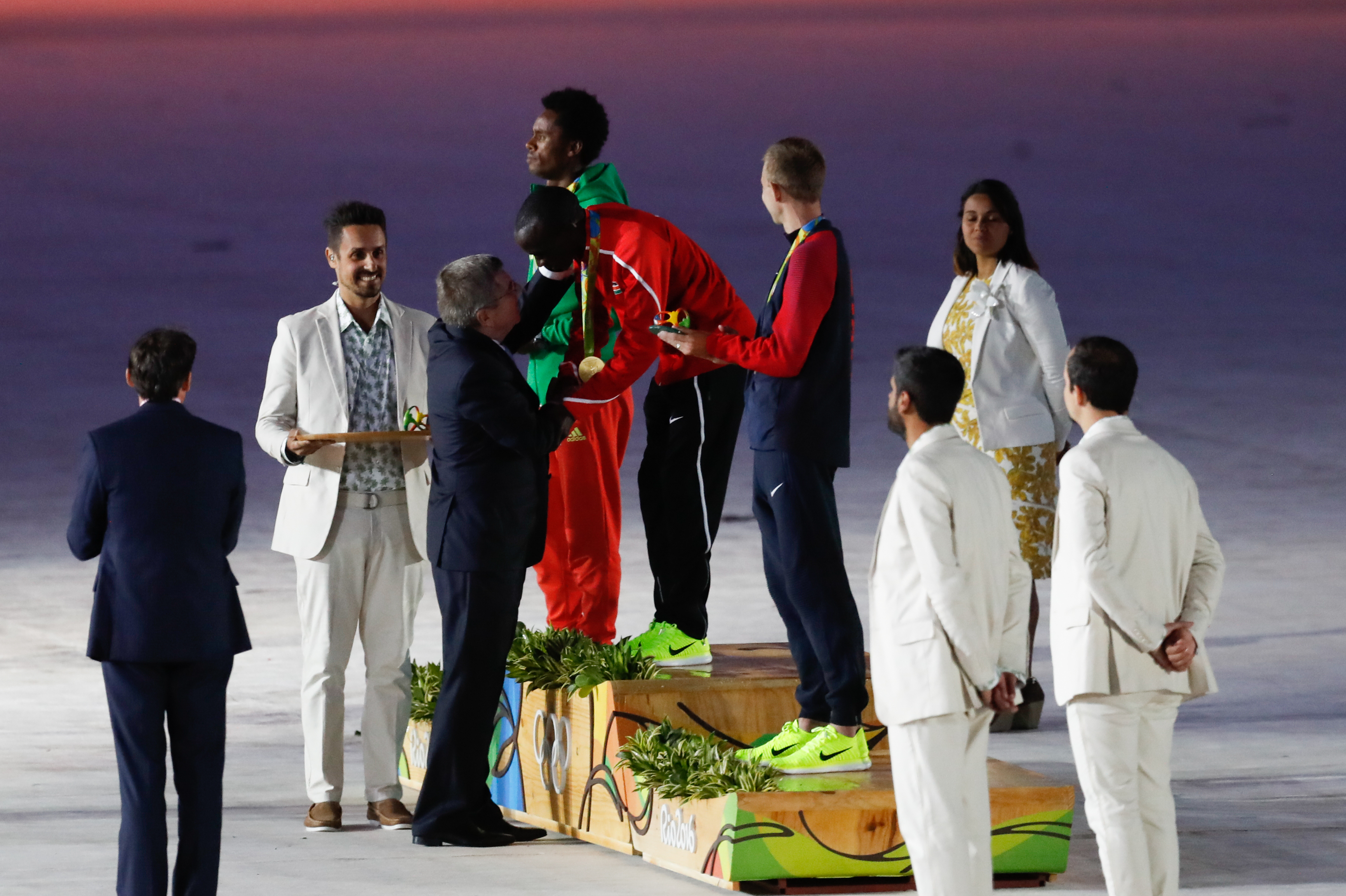
Kipchoge recebe sua medalha de ouro na Rio 2016 pelas mãos do presidente do COI Thomas Bach.

Em 6 de maio de 2017, Kipchoge participou de um evento da Nike no autódromo de Monza, na Itália, pelo qual ganhou um milhão de dólares. Para divulgar mundialmente o lançamento de seu novo tênis de corrida, o Nike Zoom Vaporfly Elite, a empresa montou um desafio para que maratonistas de elite escolhidos por ela tentassem quebrar a barreira das duas horas para a distância da maratona usando seu novo sapato. Ao lado de vários outros corredores também contratados, entre eles o recordista mundial da meia-maratona Zersenay Tadese, da Eritreia e o medalhista de prata na Rio 2016 Lelisa Desisa, da Etiópia, e cercado de coelhos, ele enfrentou o desafio e venceu a prova cobrindo a distância em 2:00:25, ficando a 26s do objetivo mas mesmo assim fazendo o tempo mais rápido já registrado para a distância dos 42,195 km. Esta marca, entretanto, por ter sido conseguida numa prova atípica, uma corrida de laboratório como foi chamada e sem ratificação oficial da distância, não é reconhecida pela IAAF, a Federação Internacional de Atletismo.
Em setembro de 2018, estabeleceu oficialmente o novo recorde mundial da maratona, correndo a a Maratona de Berlim em 2:01:39. Ele quebrou o recorde anterior em 1:17, a maior margem de diferença desde 1967. Em abril de 2019, quebrou o recorde da Maratona de Londres – fazendo o então segundo tempo do mundo – completando a distância em 2:02:37, tempo inferior apenas a seu próprio recorde mundial.
Em outubro de 2019, em Viena, Áustria, num percurso preparado dentro de um grande parque, Kipchoge enfrentou as mesmas condições do evento anterior da Nike, num evento especialmente criado para uma nova tentativa de um sub-2:00 chamado Ineos1:59 Challenge, no qual, puxado por "coelhos" – 41 foram usados em todo o percurso – que se revezavam durante a corrida, desta vez conseguiu quebrar a marca das duas horas, completando a distância em 1:59:40. Pelas condições atípicas em que a prova foi realizada, a IAAF não a reconhece como recorde mundial mas o reconhece com sendo o primeiro homem a correr os 42,195 km em menos de duas horas.
O ano de 2020 impactou todo o mundo com a pandemia de Covid-19 e todos os eventos esportivos do primeiro semestre foram cancelados, incluindo as mais importantes maratonas do circuito. A Maratona de Londres foi transferida para outubro daquele ano e disputada em condições atípicas, apenas com uma pequena quantidade de atletas de elite e sem público. Seu percurso também foi alterado sendo toda disputada em voltas dentro de um grande parque. Kipchoge foi derrotado pela primeira vez em sete anos, chegando em oitavo lugar com  um tempo de 2h06m49s, o pior de toda sua carreira de maratonista. Depois da prova ele afirmou que seu ouvido fechou durante a corrida, ele não conseguia mais ouvir e isso afetou seu balanço e seu ritmo de corrida.
Em abril de 2021, em preparação para a maratona olímpica de Tóquio, já que os Jogos marcados para 2020 foram adiados para julho deste ano, Kipchoge venceu a NN Mission Marathon, uma prova realizada num percurso criado dentro do Aeroporto de Enschede Twente, na Holanda, em 2h04m30s, melhor tempo do ano, mostrando que havia recuperado sua forma. Em Tóquio 2020, ele defendeu seu título com sucesso, ganhando novamente a medalha de ouro e se tornando o segundo atleta na história olímpica a ser bicampeão da maratona, após o etíope Abebe Bikila – Roma 1960 e Tóquio 1964  – e o alemão-oriental Waldemar Cierpinski – Montreal 1976 e Moscou 1980.
Em setembro de 2022, ele quebrou seu próprio recorde mundial, reduzindo o tempo em 30 segundos, estabelecendo a marca de 2:01:09, novamente na Maratona de Berlim.
Em abril de 2023 ele disputou a Maratona de Boston, em busca de seu objetivo de vencer todas as seis maratonas da World Marathon Majors. Boston seria a quinta. Porém, sentindo dores nas pernas e depois de perder uma estação de água, ele não conseguiu acompanhar os líderes, chegando apenas em sexto lugar e conhecendo sua terceira derrota na distância. Em setembro, se tornou o primeiro atleta a vencer a Maratona de Berlim pela quinta vez, com o tempo de 2:02:42.
Aos 39 anos, ele disputou seus últimos Jogos Olímpicos, competindo na maratona em Paris 2024 na esperança de se tornar o primeiro e único tricampeão olímpica da prova; porém, com fortes dores lombares, ele abandonou a prova com 30 km de disputa. Antes de se retirar pela última vez, esperou a passagem do último corredor, o mongol Ser-Od Bat-Ochir, que aos 42 anos disputava sua sexta maratona olímpica consecutiva e foi encorajado pelo queniano, e despediu-se do público que o ovacionava na rua, dando suas sapatilhas e camiseta de presente às pessoas em volta como uma última recordação.
Aos 40 anos, voltou novamente a disputar a Maratona de Londres, terminando a prova em sexto lugar, com 2:05:25.

## Melhores marcas
| Evento                             | Marca   | Local   | País     | Data                   | Ref.   |
| ---------------------------------- | ------- | ------- | -------- | ---------------------- | ------ |
| 5000 metros                        | 12:46.5 | Roma    | Itália   | 2 de julho de 2004     | [ 28 ] |
| 10000 metros                       | 26:49.0 | Hengelo | Holanda  | 26 de maio de 2007     | [ 28 ] |
| Meia Maratona                      | 59:25   | Lille   | França   | 1 de setembro de 2012  | [ 28 ] |
| Maratona                           | 2:01:09 | Berlim  | Alemanha | 25 de setembro de 2022 | [ 28 ] |
| INEOS 1:59 Challenge (não oficial) | 1:59:40 | Viena   | Áustria  | 12 de outubro de 2019  | [ 18 ] |

## Honrarias
Em setembro de 2019, ele recebeu das mãos do presidente do Quênia, Uhuru Kenyatta, a Ordem do Coração de Ouro, a maior honraria do país, em reconhecimento pelo seu feito de ser o primeiro no mundo a correr a distância da maratona em menos de 2 horas. Ainda em 2019 foi escolhido pela BBC como a Personalidade Esportiva do Ano. Em 2023 foi agraciado com o Prêmio Princesa das Astúrias na categoria Esportes pela princesa Leonor de Bourbón, herdeira do trono de Espanha. 

## Vida pessoal
Kipchoge é casado e vive com a esposa e os três filhos em Eldoret, no Quênia, e treina em Kaptagat, um assentamento a 30 km de Eldoret, usado pelos corredores profissionais quenianos para treinos de longa distância na altitude.